# Celal Tüter
Celal Tüter ist eine Person des Islams in Deutschland. Er war 2005–2013 der Vorsitzende der Studentenabteilung der Islamischen Gemeinschaft Millî Görüş (IGMG) und war mehrere Jahre der Chef der Jugendabteilung von Millî Görüş in Berlin. Er war einer der Unterzeichner der Botschaft aus Amman (Amman Message).
Tüter ist ein Fachmann für Flugzeugmotoren, der großen Wert auf die Bildung der jugendlichen Migrantenkinder legt. Den Islamunterricht an den Schulen möchte er ebenfalls auf Deutsch haben: „So können die Kinder den Islam den Deutschen am besten erklären. Nur so können wir verhindern, dass die Deutschen sofort an Ussama Bin Laden denken, wenn vom Islam geredet wird.“ Zu Identitätsfragen von Muslimen in Europa merkt er an: „ein Problem der Muslime in Europa sei die Identitätsfrage, wobei die Entfremdung dabei von zentraler Bedeutung sei. Eine Lösung könnte hierbei das Festhalten an Traditionen sein.“ Der Verfassungsschutzbericht 2006 gibt eine seiner Äußerungen bei einem Jugendfest der Islamischen Gemeinschaft Millî Görüş (IGMG) in Berlin nach der international vertriebenen türkischen Tageszeitung Millî Gazete (Nationale Zeitung) wieder: „In Anbetracht all dieser Geschehnisse ist das einzige, was zu machen ist, die Verteidigung unserer Werte. Also dass die Lösung im Islam und in der Millî Görüş liegt, ist offensichtlich.“

## Videos
- vimeo.com: Mısır Kurban Gönüllüsü Celal Tüter